# José María Maguregui
José María Maguregui (ur. 16 marca 1934, zm. 30 grudnia 2013) – hiszpański piłkarz występujący na pozycji pomocnika.

## Kariera
Zadebiutował przeciwko Szwajcarii w 1955 roku w meczu, gdzie strzelił swojego jedynego gola. Ostatni mecz przeciwko Belgii rozegrał w 1957 roku. Po przejściu na emeryturę jako gracz rozpoczął swoją karierę jako trener. W tej pozycji stał się ekspertem w prowadzeniu mniejszych problemów zespołów z początku lat 80. Zmarł 30 grudnia 2013 roku w wieku 79 lat.